# 杜鵑鳥的蛋是誰的
《杜鵑鳥的蛋是誰的》，簡體中文版譯作《布谷鳥的蛋是誰的》，是日本作家東野圭吾的長篇推理小說。2010年由光文社發行了單行本，2013年光文社發行文庫本。
2016年春季由WOWOW電視台撥出的改編為真人版連續劇。土屋太鳳主演。

## 出版書籍
| 出版社      | 出版日期       | 格式   | 頁數  | ISBN                   | 譯者   |
| ----------- | -------------- | ------ | ----- | ---------------------- | ------ |
| 光文社      | 2010年1月20日  | 單行本 | 357頁 | ISBN 978-4-33-492694-6 | 不適用 |
| 新星出版社  | 2011年5月21日  | 平裝書 | 324頁 | ISBN 978-751-330064-3  | 馬傑   |
| 光文社      | 2013年2月13日  | 文庫本 | 392頁 | ISBN 978-4-33-476529-3 | 不適用 |
| 獨步文化    | 2013年11月2日  | 平裝書 | 336頁 | ISBN 978-986-604-366-6 | 王華懋 |
| 朝鮮 (地區) | 2013年11月15日 | 平裝書 | 424頁 | ISBN 978-89-9098250-6  |        |

## 故事簡介
前高山滑雪奧運選手緋田宏昌，發覺自己女兒緋田風美有滑雪的天賦後，悉心栽培，卻在無意間發覺女兒不是自己親生。體育培訓機構新世開發看好緋田風美潛質，吸收她入機構內接受訓練。新世開發意圖研究緋田父女是否在運動相基因上有遺傳性時，卻遭緋田宏昌堅拒。新世開發接獲恐嚇信威脅緋田風美人身安全，不得不指派副所長柚木洋輔對她貼身保護。同時柚木洋輔由於基因優越性，想邀請鳥越伸吾加入越野滑雪，新世開發鳥越向伸吾父親鳥越克哉的工作機會，以吸收鳥越父子進入公司。鳥越伸吾在沒有退路之下，雖志不在滑雪，仍遵照指示訓練。但因鳥越伸吾天賦異秉，即使技術一團糟的，表現仍優於充滿熱情卻缺乏才能的同級生。同公司的風美與伸吾在同一處受訓，心態卻大不相同。
「KM建設」的社長上條伸行找上緋田宏昌要求檢驗DNA，以確認風美與一位女士的親屬關係，心知肚明的緋田答應後交由柚木洋輔暗中檢驗，並準備面對被揭穿不是風美生父的現實。上條以風美追隨者的身分追到交通巴士上，巴士卻在風美臨時下車後爆炸，上條成為唯一傷重昏迷的受害者。
緋田宏昌由上條的背景追查風美生母下落。柚木則由爆炸裝置的來源調查到相同所在。目標相近卻各有所圖的兩人分頭追索出事情的真相。
杜鵑鳥的蛋下在別種鳥類的巢中，優秀的運動基因由親子遺傳，兩者都非接收者之意願，那麼究竟應歸屬於誰？

## 登場人物
緋田 宏昌（Hida Hiroyoshi）
前高山滑雪奧運選手，但未曾在國際性比賽留下好的名次。
緋田 風美（Hida Kazami）
緋田宏昌的女兒，高山滑雪選手。是高山滑雪界的明日之星，目前隸屬新世開發高山滑雪部的成員。
緋田 智代（Hida Tomoyo）
緋田宏昌的妻子。在風美小時候自殺身亡。
鳥越 伸吾（Torigoe Shingo）
熱愛吉他，但無相關天賦。被柚木發掘其運動才能，不得不加入新世開發少年滑雪俱樂部，開始接受越野滑雪訓練。
鳥越 克哉（Torigoe Katsuya）
鳥越伸吾的父親，前登山家。愛好登山更勝愛家人。但最後仍想為兒子盡心盡力。
高倉（Takakura）
新世開發高山滑雪部的教練，指導緋田風美。緋田宏昌選手時代的教練兼密友。
貝塚（Kaiduka）
新世開發越野滑雪部的教練，指導鳥越伸吾，非常嚴格按表操課。
柚木 洋輔（Yuzuki Yousuke）
新世開發運動科學研究所副所長，相信可經由基因的排序關聯性，尋找出各類型的頂尖運動好手。
小谷（Kotani）
新世開發體育部的部長。對於柚木來說，小谷就是他的上司。
藤井（Huzii）
與伸吾在同場集訓的當地高中滑雪隊員。與伸吾同為高一學生，對人友善且熱愛滑雪，只是滑雪成績不佳。
黑澤（Kurosawa）
與伸吾在同場集訓的當地高中滑雪隊員。是藤井的學長，在越野滑雪項目的技術高超，是參加全國性大賽的常客，喜歡在訓練時與伸吾互相較量。
上條 伸行（Kamijou Nobuyuki）
「KM建設」的社長。因只有自己知道的原因接近緋田父女。
上條 世津子（Kamijou Setsuko）
上條伸行的妻子。
上條 文也（Kamijou Fumiya）
上條伸行的兒子。「KM建設」常務。身患重病。
木原（Kihara）
警視廳刑事部搜查一課警部。
西島（Nishizima）
警視廳刑事部搜查一課巡查部長。

## 電視劇
改編自東野圭吾的同名推理小說的連續劇《杜鵑鳥的蛋是誰的》，2016年4月起於日本收費電視臺WOWOW每週日的「連續劇W」時段播出，全劇共6集，由土屋太鳳主演。此劇亦是土屋自NHK晨間劇《希》之後初次主演民營電視台電視劇。

### 主要角色
- 緋田風美：土屋太鳳
- 緋田宏昌：伊原剛志
- 上條文也：本鄉奏多
- 柚木洋輔：戶次重幸
- 翔太：矢野聖人
- 上條世津子：山下容莉枝
- 森下幸彥：宇納佑
- 貝塚浩一：望月章男
- 中野聖美：銀粉蝶
- 上條伸行：淺野和之
- 高倉正仁：田村幸士
- 畑中廣恵：土屋太鳳（分飾）
- 其他演員：真野惠里菜、高杉真宙、森永悠希、戶田昌宏、大鶴義丹、前田亞季、矢島健一

## 製作團隊
- 導演：耶雲哉治、山下司
- 劇本：田邊滿
- 音樂：山下宏明
- 製作人：井上衛、渡邉浩仁

### 播出日程
| 各集 | 播出日期 | 標題                                   | 導演 |
| ---- | -------- | -------------------------------------- | ---- |
| 1    | 3月27日  | 才能という名の羽（才能的名字叫做翅膀） |      |
| 2    | 4月3日   | 折れた翼（被折去的翅膀）               |      |
| 3    | 4月10日  | 破られた殻（破殼而出）                 |      |
| 4    | 4月17日  | 舞い降りた秘密（從天而降的秘密）       |      |
| 5    | 4月24日  | カッコウの祈り（杜鵑鳥的祈禱）         |      |
| 6    | 5月1日   | 血の飛翔（血之飛翔）                   |      |

| 日本 WOWOW 週日連續劇W                      | 日本 WOWOW 週日連續劇W                       | 日本 WOWOW 週日連續劇W |
| ------------------------------------------- | -------------------------------------------- | ---------------------- |
|                                             | 杜鵑鳥的蛋是誰的 （2016.03.27 - 2016.05.01） |                        |
| Megabank 最終決戰 (2016.02.14 - 2016.03.20) | 不沉的太陽 (2016.05.08 - 2016.09.25)         |                        |